# Orion Publishing Group
Orion Publishing Group (ou Orion Books) é uma editora de livros sediada no Reino Unido. Foi fundada em 1991 e adquiriu a Weidenfeld & Nicolson no ano seguinte. O grupo publicou vários livros best-sellers de autores célebres, incluindo Ian Rankin, Michael Connelly, Nemir Kirdar e Quentin Tarantino.

## História
A Orion Books foi lançada em 1992. No ano seguinte, adquiriu os ativos da editora Chapman além de um centro de armazenagem e distribuição chamado Littlehampton Book Services (LBS), sediado em Sussex, no Reino Unido. A maioria do capital social da Orion foi vendida para a Hachette Livre em 1998 e, em 2003, a Hachette Livre se tornou a única proprietária do Orion Publishing Group. Em dezembro de 1998, a Orion adquiriu a editora Cassell, cujas marcas incluíam a Victor Gollancz. Esta marca se tornou parte do grupo Orion que também assumiu a propriedade da lista militar da Cassell. Após adquirir a Hodder Headline, a Hachette UK foi formada, com a Orion como seu maior componente individual. 

## Prêmios
A divisão Orion da Hachette ganhou o título de "Editora do Ano" do British Book Awards de 2021 por seu sucesso durante o ano civil de 2020. Cada uma de suas listas registrou um aumento acentuado nas vendas, com oito livros ultrapassando £ 1.000.000 em vendas. Houve best-sellers de Ian Rankin e Michael Connelly na ficção, juntamente com fortes vendas de Noel Fitzpatrick e Arsène Wenger na não ficção. Esse sucesso financeiro, juntamente com "eventos virtuais e um marketing digital eficaz" (a antologia Dear NHS de Adam Kay arrecadou quase £ 400.000) fez com que o Orion Group ganhasse o prêmio dos editores em 2021.

## Selos
Os selos do grupo incluem:
- Gollancz
- Laurence King Publishing
- Orion Business
- Orion Fiction
- Orion Spring
- Phoenix Books
- Seven Dials
- Trapeze
- Weidenfeld & Nicolson

A Orion Children's Books é uma marca do Hachette Children's Group.
O grupo também distribui livros da editora independente Halban .

## Distribuição
Seus livros são distribuídos pela Littlehampton Book Services. 